# Ladislav Pazdera (Musiker)
Ladislav Pazdera (* 1989 in Pardubice) ist ein tschechischer Gitarrist und Komponist, der das Fingerstyle-Spiel genreübergreifend einsetzt.

## Leben und Wirken
Pazdera lernte zunächst Geige, dann Bratsche und wechselte mit zwölf Jahren zur akustischen Gitarre. Nach einer Ausbildung am Konservatorium seiner Heimatstadt zog er nach Dresden, um an der dortigen Musikhochschule bei Thomas Fellow, Stephan Bormann und Reentko Dirks zu studieren.
Pazdera verwendet eine Gitarre mit bundlosem Hals, was das Spiel mit Vierteltönen ermöglicht. Als Solist trat er mit der tschechischen Philharmonie Pardubice 2014 und dem Symphonischen Orchester der Staatsoper Dresden 2017 auf. 2019 erschien gemeinsam mit der Gitarristin Karlijn Langendijk das Duo-Album Meraki. Weiterhin arbeitete er in einem Duo mit Claire Besson und 2021 in einem Trio-Projekt mit Fabian Zeller und Julia Schüler. Auf seinem Album Chiaroscuro, das bei Unit Records erschien, wurde er von Reentko Dirks und Claire Besson begleitet. Konzertreisen führten ihn in mehrere europäische Länder. Er errang Erfolge bei Wettbewerben, beispielsweise bei der internationalen Competition Guitar Across Styles in Prag.